# Triplophyllum

Triplophyllum es un género de helechos perteneciente a la familia Tectariaceae.

## Descripción
Son plantas con hábitos terrestres o rupícolas; con rizoma largo, rastrero, 3-5 mm de ancho, escamoso; pecíolo con más de 3 haces vasculares en sección transversal, escamoso, las escamas lanceoladas, oscuras, patentes, las células con los lúmenes parcial a totalmente ocluidos; lámina 20-60 cm, anchamente deltada-pentagonal, tripartita, 2-4-pinnada; pínnula basiscópica basal 2-4 veces mayor que las pínnulas acroscópicas; segmentos terminales redondeados en el ápice, asimétricos en la base, el lado basiscópico angostamente cuneado; ejes con tricomas tipo Ctenitis 0.1-0.3 mm adaxialmente; nervaduras libres; soros redondos; indusio redondo, insertado por el seno, pardo o negro lustroso, glanduloso o puberulento; esporas 2-laterales con alas delgadas translúcidas; tiene un número de cromosomas de x=41. 

## Taxonomía
El género fue descrito por Richard Eric Holttum y publicado en Bull. Fan Mem. Inst. Biol. Bot. 5(3): 129–130. 1934. La especie tipo es: Triplophyllum protensum (Afzel. ex Sw.) Holttum

## Especies aceptadas
A continuación se brinda un listado de las especies del género Triplophyllum aceptadas hasta enero de 2013, ordenadas alfabéticamente. Para cada una se indica el nombre binomial seguido del autor, abreviado según las convenciones y usos:
- Triplophyllum buchholzii (Kuhn) Holttum
- Triplophyllum dicksonioides (Fée) Holttum
- Triplophyllum dimidiatum (Mett. ex Kuhn) Holttum
- Triplophyllum fraternum (Mett.) Holttum
- Triplophyllum funestum (Kunze) Holttum
- Triplophyllum hirsutum (Holttum) J. Prado & R.C. Moran
- Triplophyllum jenseniae (C. Chr.) Holttum
- Triplophyllum perpilosum (Holttum) J. Prado & R.C. Moran
- Triplophyllum pilosissimum (J. Sm. ex T. Moore) Holttum
- Triplophyllum protensum (Afzel. ex Sw.) Holttum
- Triplophyllum securidiforme (Hook.) Holttum
- Triplophyllum speciosum (Mett. ex Kuhn) Holttum
- Triplophyllum varians (T. Moore) Holttum
- Triplophyllum vogelii (Hook.) Holttum